# Ptychoglene pertunda
Ptychoglene pertunda är en fjärilsart som beskrevs av Druce 1889. Ptychoglene pertunda ingår i släktet Ptychoglene och familjen björnspinnare. Inga underarter finns listade.